# Iștan-Tău
Iștan-Tău – wieś w Rumunii, w okręgu Marusza, w gminie Band. W 2011 roku liczyła 128 mieszkańców.